# مارك جورج
مارك جورج (8 يوليو 1975 - ) (بالإنجليزية: Mark George)‏ هو لاعب كريكت بريطاني.